# Ask (rymdmått)
Ask är ett äldre nordiskt volymmått från 1600- och 1700-talen, som bland annat användes för spannmål och honung. En ask honung var tre kannor. Det motsvarar 7,851 liter. 
Ask användes företrädesvis i Småland.